# استاری کویوک
استاری کویوک (انگلیسی: Stary Kuyuk) یک شهرک در شهرستان یانائولسکی استان باشقیرستان کشور روسیه است.